# Audiovision (Band)
Audiovision ist eine schwedische Metal-Band, die 2003 gegründet wurde.

## Geschichte
Christian Liljegren, damals bekannt für seine Arbeit mit Narnia und Divinefire gründete Audiovision 2003 als sein Soloprojekt. Das erste Album The Calling wurde 2004 in Europa und Japan veröffentlicht und wurde von Lars Chriss (Lion’s Share, Road to Ruin) produziert. Die Gästeliste von The Calling benannte prominente Musiker wie Bruce Kulick (Kiss, Grand Funk Railroad), Jeff Scott Soto (W.E.T., Talisman, Yngwie Malmsteen, Journey), Mic Michaeli (Europe), Tony Franklin (Blur Murder, Whitesnake) und Mats Levén (Treat, At Vance, Krux, Yngwie Malmsteen).
2009 entschied Liljegren, aus der bisherigen reinen Studioband eine vollwertige Band zu machen. Im gleichen Jahr wurden in Norwegen und Deutschland die ersten Shows gespielt, im Sommer begannen Audiovision mit dem Album Focus, begleitet vom Produzenten Erik Mårtensson (W.E.T., Eclipse).
Im Januar 2010 begleiteten Audiovision die christliche Metalband Stryper bei den europäischen Auftritten auf deren 25-jähriger Jubiläumstour und spielten in Deutschland und Schweden.

## Diskografie
- 2005: The Calling (Rivel Records)
- 2010: Focus (Ulterium Records)